# 鬼城 (地理学)
鬼城（きじょう、拼音: Guǐchéng グェイチョン）は、ゴーストタウン（英語: ghost town）を意味する中国語。
本来は無人化した廃墟や死の町を指し、中国語の「鬼」は幽霊や亡霊を意味する忌み言葉であり、中国語の「城」は都市も意味する。中華人民共和国では、特に投機目的の不動産投資と開発運営事業の失敗により完成しないまま放置されたり、人々が入居する前に廃れた都市や地域を指す表現として使われるようになった。

## 概要
1990年代末から2000年代にかけて、改革開放後の高度経済成長を受け、中国各地で地域開発計画が発表された。鉄道駅や空港が新設され、人や経済の流れも変わり、各地の住宅地開発も急拡大した。また、地方政府は土地使用権の売買を財源にしていることから、暴力団や警察も動員した、人権侵害とも批判される強引な土地の接収を実施。時には、死傷者も出している。従来平屋の家屋がつづく地域が次々と取り壊され、草原や空き地だった土地の都市開発も急速に進展。高層の集合住宅が続々と建てられ、「史上最大のバブル」ともされた。
社会主義国家の中国では土地は公有制（国有と集団所有）であることから固定資産税（不動産税）も導入されておらず、投機的な投資対象となっている。高層住宅の各部屋は売りに出されるも、その多くは将来の値上がりと転売による利益を期待した投資目的で住宅ローンを組んで購入されるものである。実際に居住に使用しているのは、その地域の住民や購入者のごく一部に限られ、大半の部屋は空き部屋状態のままにされた。中国では内装工事は居住者が行うことが一般的なため、内壁はむき出しのままで、部屋にエアコンなども設置されない。夜になっても電灯は点灯せず、部屋は居住実態がないことが外見からもわかる。

## 実例
鬼城は具体的には、内モンゴル自治区オルドス市の康巴什新区、杭州市郊外の天都城 が有名だが、実際には中国各地に同様の鬼城（ゴーストタウン）があるとされる。オルドス市の新興住宅地は100万人都市として計画・開発されたものの、2011年2月の報道では実際に居住しているのは3万人程度で、それにもかかわらず平米あたりの住宅価格は、上海市並に高騰していると伝える。「世界最大のゴーストタウン」 とも呼ばれた。
2013年7月18日の広東省の週刊経済紙『時代週報』の記事は新たに問題化している鬼城として内モンゴル自治区のオルドス市、清水河県、バヤンノール市、エレンホト市、河南省の鄭州市鄭東新区、鶴壁市、信陽市、遼寧省の営口市、江蘇省の常州市と鎮江市丹徒区、湖北省の十堰市、雲南省の昆明市呈貢区を例に挙げている。
また、世界最大のショッピングセンターを目指しながら「鬼城」化した巨大ショッピングモールの例として広東省東莞市万江区の新華南モールがある。

### 海外

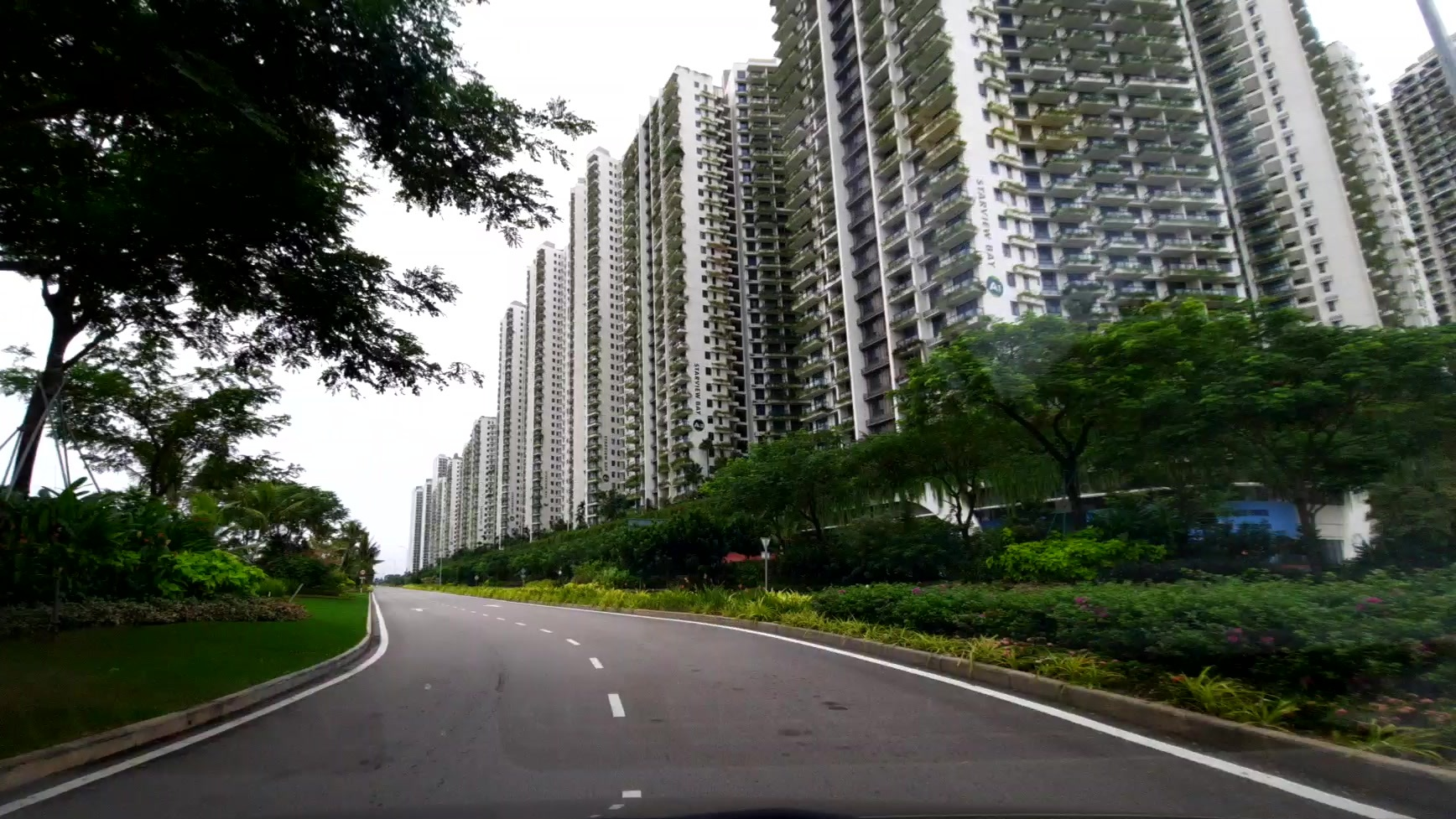
フォレストシティー

マレーシアのフォレストシティーやアンゴラのキランバ新都市は中国企業によってつくられた海外の鬼城（ゴーストタウン）とされる。